# Bairon (Fluss)
Der Bairon ist ein knapp 25 Kilometer langer Fluss in Frankreich, der im Département Ardennes in der Region Grand Est verläuft. Er ist ein linker und nordwestlicher Zufluss der Bar.

## Geographie

### Verlauf
Der Bairon entspringt im Ortsgebiet von La Horgne, entwässert generell in südöstlicher Richtung, durchquert den Stausee Lac de Bairon und mündet nach rund 25 Kilometern im Gemeindegebiet von Tannay als linker Nebenfluss in die Bar. Knapp vor der Mündung unterquert der Bairon den Schifffahrtskanal Canal des Ardennes und wird teilweise auch für dessen Wasserversorgung herangezogen.

### Zuflüsse
Reihenfolge in Fließrichtung, Längen nach Sandre, gerundet auf eine Nachkommastelle:
- Ruisseau le Fevre (links), 1,3 km
- Ruisseau de la Queue Cardin (links), 0,9 km
- Ruisseau des Petits Bairons (links), 1,1 km
- Ruisseau de Baalons (rechts), 6,5 km
- Ruisseau du Moulin du Bois de Villers (rechts), 3,4 km
- Ruisseau de Cocatry (links), 1,6 km
- Ruisseau de L Etang des Vivaubieres (links), 3,5 km
- Ruisseau des Petits Etangs (links), 2,6 km
- Ruisseau des Aules (links), 4,5 km
- Fosse d'Assain (rechts)
- Ruisseau des Indis (links), 3,9 km

### Orte am Fluss
Reihenfolge in Fließrichtung:
- La Horgne
- Chagny
- Louvergny